# Curetis thetis
Curetis thetis är en fjärilsart som beskrevs av Dru Drury 1773. Curetis thetis ingår i släktet Curetis och familjen juvelvingar. Inga underarter finns listade i Catalogue of Life.

## Bildgalleri

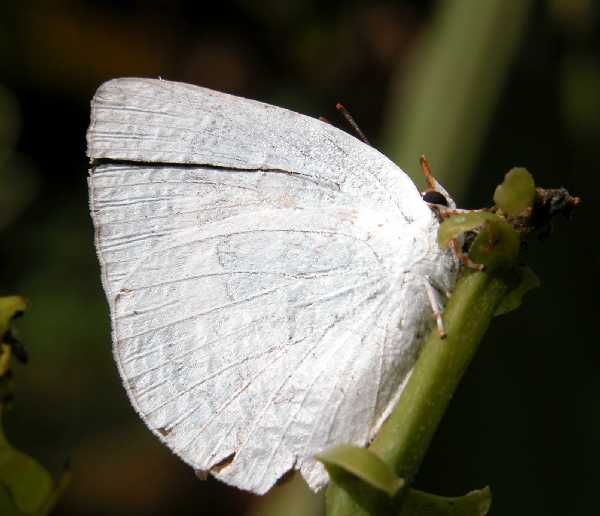
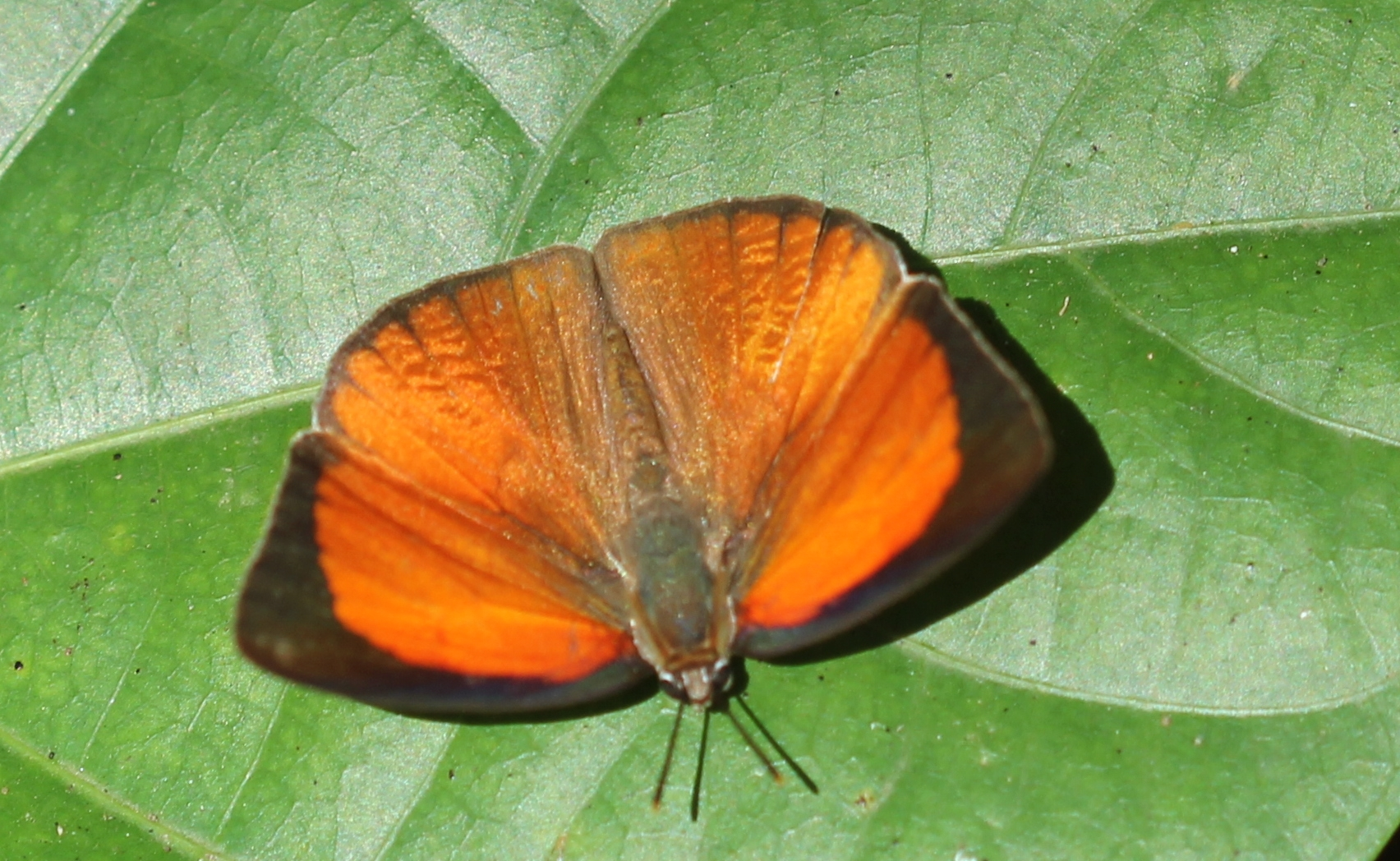
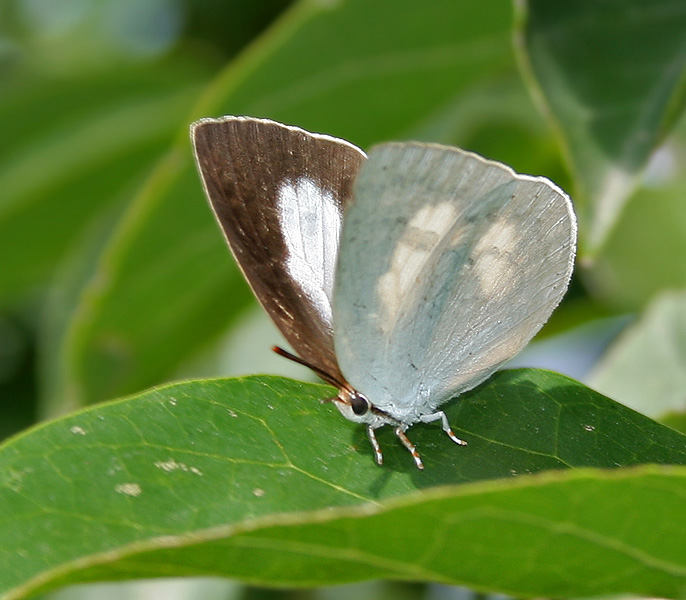
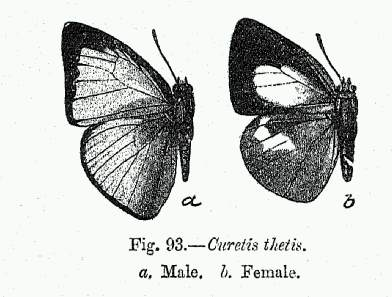
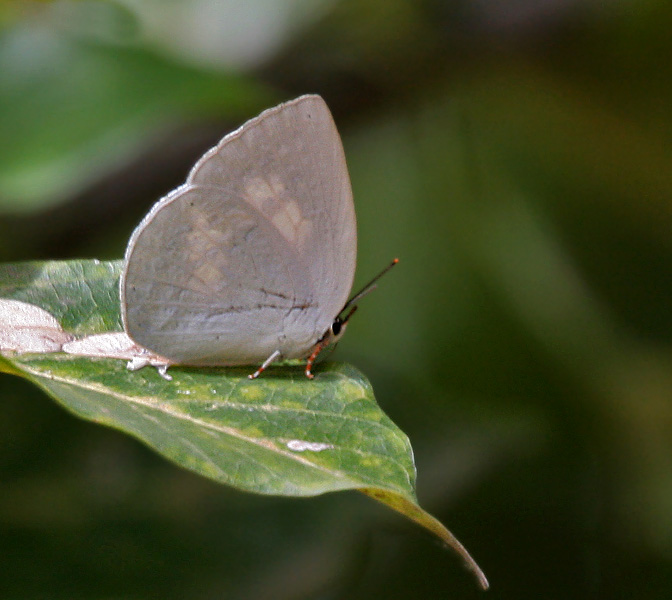
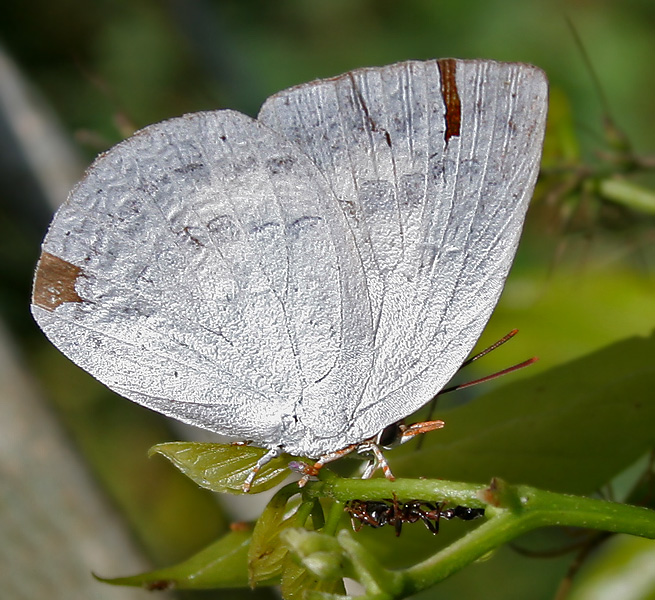